# Jadwiga Czartoryska
Jadwiga Anna Maria Czartoryska (ur. 1 listopada 1953 w Poznaniu) – polska działaczka społeczna i kulturalna.

## Życiorys
Jadwiga Czartoryska ukończyła socjologię na Uniwersytecie Warszawskim, Wydział Nauk Społecznych Uniwersytetu Paryskiego oraz francusko-polskie studia podyplomowe SGH & HEC. Po  1991, organizowała biuro Francusko-Polskiej Izby Handlowej, a następnie Centrum Inwestycji Francuskich w Polsce. Współpracowała z Urzędem Komitetu Integracji Europejskiej i Polską Agencją Rozwoju Regionalnego (1992–1996), gdzie współtworzyła pierwsze programy rozwoju regionalnego finansowane przez Phare. Później pracowała jako dyrektorka ds. komunikacji instytucjonalnej i public relations m.in. w Fidea Management i Saint-Gobain. W latach 2000–2006 była dyrektorką Instytutu Polskiego w Paryżu. Od 2006 związana z grupą France Telecom. Od kwietnia 2008 do 2015 prezeska Zarządu Fundacji Orange. Realizowała takie projekty jak „Dźwięki marzeń”, „Telefon do Mamy”, „Szkoła bez przemocy” pod patronatem Prezydenta RP Lecha Kaczyńskiego czy „Akademia Orange” dla młodzieży narażonej na wykluczenie społeczne. Następnie została doradczynią prezesa zarządu Orange Polska.
Córka Adama Michała Józefa Czartoryskiego i Jadwigi Tekli ze Stadnickich.

## Odznaczenia
- Złoty Krzyż Zasługi (2011)[6]
- Krzyż Oficerski Orderu Narodowego Zasługi (2012)[7]